# Episodi di Lassie (serie televisiva 1954) (decima stagione)
Gli episodi della decima stagione di Lassie sono stati trasmessi per la prima volta negli USA tra il 29 settembre 1963 e il 3 maggio 1964. La stagione fa parte di "The Martin years" in quanto Lassie è di proprietà della famiglia Martin; è stata girata in bianco e nero.
| n° | Titolo originale               | Titolo italiano | Prima TV USA      | Prima TV Italia |
| -- | ------------------------------ | --------------- | ----------------- | --------------- |
| 1  | Lassie and the Birdwatch       |                 | 29 settembre 1963 |                 |
| 2  | The Agreement                  |                 | 6 ottobre 1963    |                 |
| 3  | Lassie to the Rescue           |                 | 13 ottobre 1963   |                 |
| 4  | Jeeder                         |                 | 20 ottobre 1963   |                 |
| 5  | A Time for Giving              |                 | 27 ottobre 1963   |                 |
| 6  | Three Alarm                    |                 | 3 novembre 1963   |                 |
| 7  | The Treasure (1)               |                 | 10 novembre 1963  |                 |
| 8  | The Treasure (2)               |                 | 17 novembre 1963  |                 |
| 9  | Lassie and the Winged Enemy    |                 | 1º dicembre 1963  |                 |
| 10 | High Tension                   |                 | 8 dicembre 1963   |                 |
| 11 | Lassie's Gift of Love (1)      |                 | 15 dicembre 1963  |                 |
| 12 | Lassie's Gift of Love (2)      |                 | 22 dicembre 1963  |                 |
| 13 | Day of Darkness                |                 | 29 dicembre 1963  |                 |
| 14 | Horse Thief                    |                 | 5 gennaio 1964    |                 |
| 15 | Her Master's Voice             |                 | 12 gennaio 1964   |                 |
| 16 | A Challange for Lassie         |                 | 19 gennaio 1964   |                 |
| 17 | The Disappearance (1)          |                 | 2 febbraio 1964   |                 |
| 18 | The Disappearance (2)          |                 | 9 febbraio 1964   |                 |
| 19 | The Disappearance (3)          |                 | 16 febbraio 1964  |                 |
| 20 | The Disappearance (4)          |                 | 23 febbraio 1964  |                 |
| 21 | The Disappearance (5)          |                 | 1º marzo 1964     |                 |
| 22 | Lassie Count Sheep             |                 | 8 marzo 1964      |                 |
| 23 | Lassie and the Moving Mountain |                 | 15 marzo 1964     |                 |
| 24 | Lassie and the Piglet          |                 | 22 marzo 1964     |                 |
| 25 | Guide dog                      |                 | 5 aprile 1964     |                 |
| 26 | Bee Line                       |                 | 12 aprile 1964    |                 |
| 27 | Hit's Run                      |                 | 19 aprile 1964    |                 |
| 28 | Lassie and the Savage          |                 | 26 aprile 1964    |                 |
| 29 | The Samaritans                 |                 | 3 maggio 1964     |                 |